# Gonfreville
Ne doit pas être confondu avec Gonfreville-l'Orcher.
Pour les articles homonymes, voir Gonfreville (homonymie).
Gonfreville est une commune française, située dans le département de la Manche en région Normandie, peuplée de 152 habitants.							

## Géographie
La commune est entre Nord-Coutançais et Nord-Saint-Lois, dans le Bauptois. Son bourg est à 7 km au nord de Périers, à 14 km à l'est de Lessay, à 14 km au sud-est de La Haye-du-Puits et à 15 km au sud-ouest de Carentan.
| Gorges                  | Gorges                  | Gorges                  |
| Saint-Patrice-de-Claids | Gonfreville             | Nay                     |
| Périers                 | Saint-Germain-sur-Sèves | Saint-Germain-sur-Sèves |

### Hydrographie
La commune est située dans le bassin Seine-Normandie. Elle est drainée par la Sèves, le cours d'eau 01 de la commune de Gorges, le canal 01 de la commune de Gorges, le canal 01 de la commune de Nay et le canal 02 de la commune de Nay,,.
La Sèves, d'une longueur de 33 km, prend sa source dans la commune de Muneville-le-Bingard et se jette  dans la Douve en limite de Auvers et de Carentan-les-Marais, après avoir traversé 15 communes. 

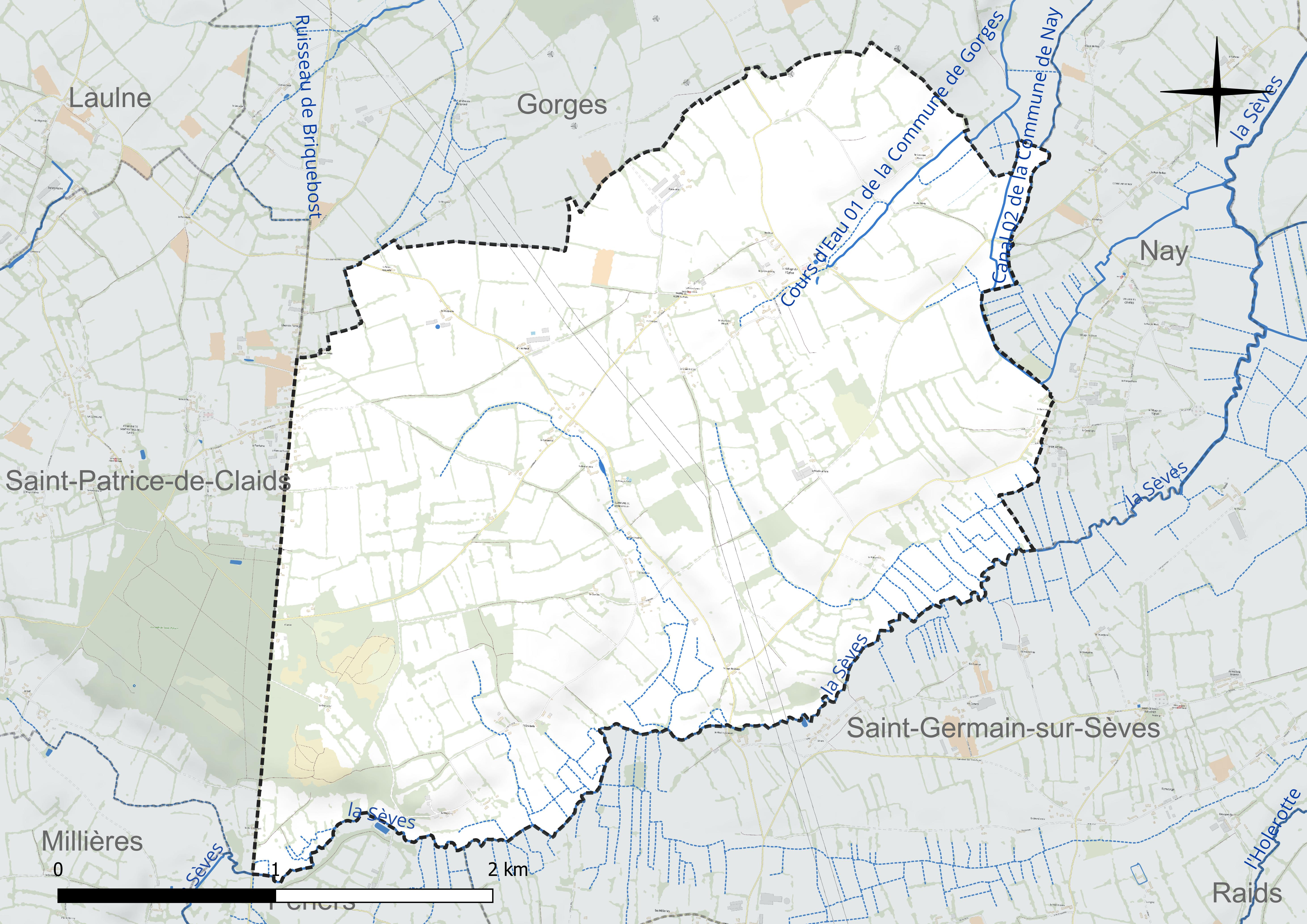
Réseau hydrographique de Gonfreville.

### Climat
Pour des articles plus généraux, voir Climat de la Normandie et Climat de la Manche.
En 2010, le climat de la commune est de type climat océanique franc, selon une étude du CNRS s'appuyant sur une série de données couvrant la période 1971-2000. En 2020, Météo-France publie une typologie des climats de la France métropolitaine dans laquelle la commune est exposée à un climat océanique et est dans la région climatique  Normandie (Cotentin, Orne), caractérisée par une pluviométrie relativement élevée (850 mm/a) et un été frais (15,5 °C) et venté. Parallèlement le GIEC normand, un groupe régional d’experts sur le climat, différencie quant à lui, dans une étude de 2020, trois grands types de climats pour la région Normandie, nuancés à une échelle plus fine par les facteurs géographiques locaux. La commune est, selon ce zonage, exposée à un « climat maritime », correspondant au Cotentin et à l'ouest du département de la Manche, frais, humide et pluvieux, où les contrastes pluviométrique et thermique sont parfois très prononcés en quelques kilomètres quand le relief est marqué.
Pour la période 1971-2000, la température annuelle moyenne est de 11,1 °C, avec une amplitude thermique annuelle de 11,3 °C. Le cumul annuel moyen de précipitations est de 929 mm, avec 14,4 jours de précipitations en janvier et 7,4 jours en juillet. Pour la période 1991-2020, la température moyenne annuelle observée sur la station météorologique la plus proche, située sur la commune de Gouville-sur-Mer à 20 km à vol d'oiseau, est de 12,2 °C et le cumul annuel moyen de précipitations est de 844,8 mm,. Pour l'avenir, les paramètres climatiques de la commune estimés pour 2050 selon différents scénarios d’émission de gaz à effet de serre sont consultables sur un site dédié publié par Météo-France en novembre 2022.

## Urbanisme

### Typologie
Au 1er janvier 2024, Gonfreville est catégorisée commune rurale à habitat très dispersé, selon la nouvelle grille communale de densité à sept niveaux définie par l'Insee en 2022.
Elle est située hors unité urbaine et hors attraction des villes,.

### Occupation des sols
L'occupation des sols de la commune, telle qu'elle ressort de la base de données européenne d'occupation biophysique des sols Corine Land Cover (CLC), est marquée par l'importance des territoires agricoles (95,5 % en 2018), une proportion sensiblement équivalente à celle de 1990 (95,7 %).
La répartition détaillée en 2018 est la suivante : zones agricoles hétérogènes (69,6 %), prairies (16,9 %), terres arables (9 %), forêts (4,5 %).

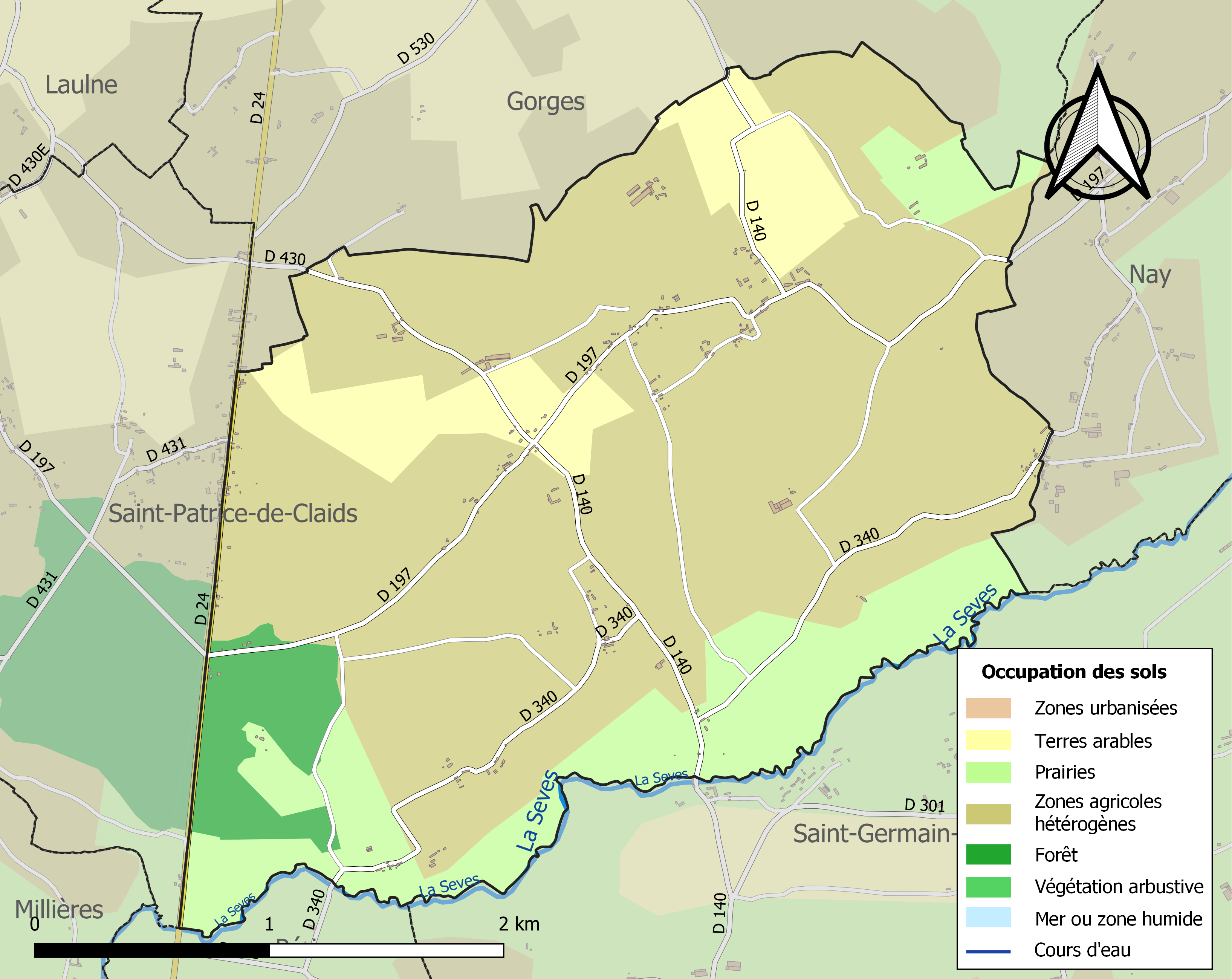
Carte des infrastructures et de l'occupation des sols de la commune en 2018 (CLC).

L'évolution de l’occupation des sols de la commune et de ses infrastructures peut être observée sur les différentes représentations cartographiques du territoire : la carte de Cassini (XVIIIe siècle), la carte d'état-major (1820-1866) et les cartes ou photos aériennes de l'IGN pour la période actuelle (1950 à aujourd'hui).

## Toponymie
Le nom de la localité est attesté sous les formes Gonfrevilla en 1203, 1223 et 1326, Gonffrevilla en 1350 et 1361.
Il s'agit d'une formation toponymique médiévale en -ville au sens ancien de « domaine rural » (ancien français vile issu du gallo-roman VILLA « grand domaine rural », forme abrégée du latin villa rustica). Le premier élément Gonfre- représente un anthroponyme conformément au cas général pour les formations en -ville.
Les toponymistes croient tous reconnaître dans Gonfre- le nom de personne germanique occidental Gundofridus, Guntfridus, Gundfridus,, qu'ils citent pour la plupart, avec la désinence latine fictive -us des textes rédigés en latin médiéval. Pour cela, ils se basent sur les formes plus précoces de Gonfreville-Caillot (Seine-Maritime, Gunfredi villa vers 1024) et sur le fait que la syllabe finale des anthroponymes composés s'est souvent effacée devant -ville. On reconnait aussi ce nom de personne dans le Ménil-Gonfroi ancienne commune de l'Orne.
À noter que les formes anciennes des différents Gonfreville ne permettent pas de valider l'hypothèse d'un t ou d'un d à l'élément Gun-, ensuite les Gonfreville sont tous situés dans la zone de diffusion de la toponymie norroise, enfin les patronymes Gonfrey (1 Gonfrey est né dans la Manche entre 1891 et 1915 et aucun ailleurs), Gonfray (huit Gonfray sont nés dans la Seine-Maritime et le Calvados entre 1891 et 1915, aucun ailleurs) et Gonfroy (dix-neuf Gonfroy sont nés dans le Calvados, la Manche et la Seine-maritime entre 1891 et 1915, aucun ailleurs) sont nettement centrés sur la Normandie. Il existe par ailleurs un nom de personne norrois féminin Gunnfríðr documenté en Islande vers l'an 900. Il semble expliquer le nom de famille (matronyme ?) Gonfre. En revanche, le nom de personne norrois masculin *Gunnfridr ne semble pas attesté.
Le gentilé est Gonfrevillais.

## Histoire

### Moyen Âge
Une partie de la seigneurie de Gonfreville était tenue par la famille de Maihubert, famille d'extraction de la vicomté de Carentan qui s'allia à la famille de Surville. En 1463 lors de la recherche de noblesse de Montfault, Guillaume de Maihubert est maintenu noble à Gonfreville.

### Temps modernes
Au début du XVIe siècle, le patronage de Gonfreville appartenait à la famille de Condran.

### Révolution française et Empire
Lors de la Révolution, François Thomas, pour participation à une messe nocturne, figure parmi les quatorze suspects anti-révolutionnaires qui constituèrent la « fournée » de Gonfreville, envoyée à Paris. Ils échappèrent à la guillotine à la suite de la chute de Robespierre.

## Politique et administration
| Période                                  | Période   | Identité               | Étiquette | Qualité     |
| ---------------------------------------- | --------- | ---------------------- | --------- | ----------- |
| 1835                                     | 1848      | Pierre-Benoît Dujardin |           |             |
|                                          |           |                        |           |             |
| 1933                                     | 1947      | F. Dujardin            |           |             |
| 1947                                     | 1953      | Louis Hervieu          |           |             |
| 1953                                     | 1965      | Émile Barbey           |           |             |
| 1965                                     | 1975      | Louis Hervieu          |           |             |
| 1975                                     | juin 1995 | Louis Dujardin         |           |             |
| juin 1995                                | mars 2001 | Denis Dujardin         |           |             |
| mars 2001                                | En cours  | Vincent Langevin       | SE        | Agriculteur |
| Les données manquantes sont à compléter. |           |                        |           |             |

Le conseil municipal est composé de onze membres dont le maire et un adjoint.

## Démographie
L'évolution du nombre d'habitants est connue à travers les recensements de la population effectués dans la commune depuis 1793. Pour les communes de moins de 10 000 habitants, une enquête de recensement portant sur toute la population est réalisée tous les cinq ans, les populations de référence des années intermédiaires étant quant à elles estimées par interpolation ou extrapolation. Pour la commune, le premier recensement exhaustif entrant dans le cadre du nouveau dispositif a été réalisé en 2005.
En 2022, la commune comptait 162 habitants, en évolution de +8,72 % par rapport à 2016 (Manche : −0,31 %, France hors Mayotte : +2,11 %).
| 1793 | 1800 | 1806 | 1821 | 1831 | 1836 | 1841 | 1846 | 1851 |
| ---- | ---- | ---- | ---- | ---- | ---- | ---- | ---- | ---- |
| 552  | 521  | 589  | 599  | 548  | 580  | 575  | 556  | 543  |

| 1856 | 1861 | 1866 | 1872 | 1876 | 1881 | 1886 | 1891 | 1896 |
| ---- | ---- | ---- | ---- | ---- | ---- | ---- | ---- | ---- |
| 518  | 487  | 456  | 423  | 432  | 374  | 361  | 315  | 291  |

| 1901 | 1906 | 1911 | 1921 | 1926 | 1931 | 1936 | 1946 | 1954 |
| ---- | ---- | ---- | ---- | ---- | ---- | ---- | ---- | ---- |
| 289  | 276  | 245  | 200  | 214  | 221  | 220  | 189  | 177  |

| 1962 | 1968 | 1975 | 1982 | 1990 | 1999 | 2005 | 2006 | 2010 |
| ---- | ---- | ---- | ---- | ---- | ---- | ---- | ---- | ---- |
| 195  | 176  | 172  | 178  | 158  | 153  | 158  | 162  | 160  |

| 2015 | 2020 | 2022 | - | - | - | - | - | - |
| ---- | ---- | ---- | - | - | - | - | - | - |
| 149  | 160  | 162  | - | - | - | - | - | - |

## Économie
La commune se situe dans la zone géographique des appellations d'origine protégée (AOP) Beurre d'Isigny et Crème d'Isigny.

## Culture locale et patrimoine

### Lieux et monuments

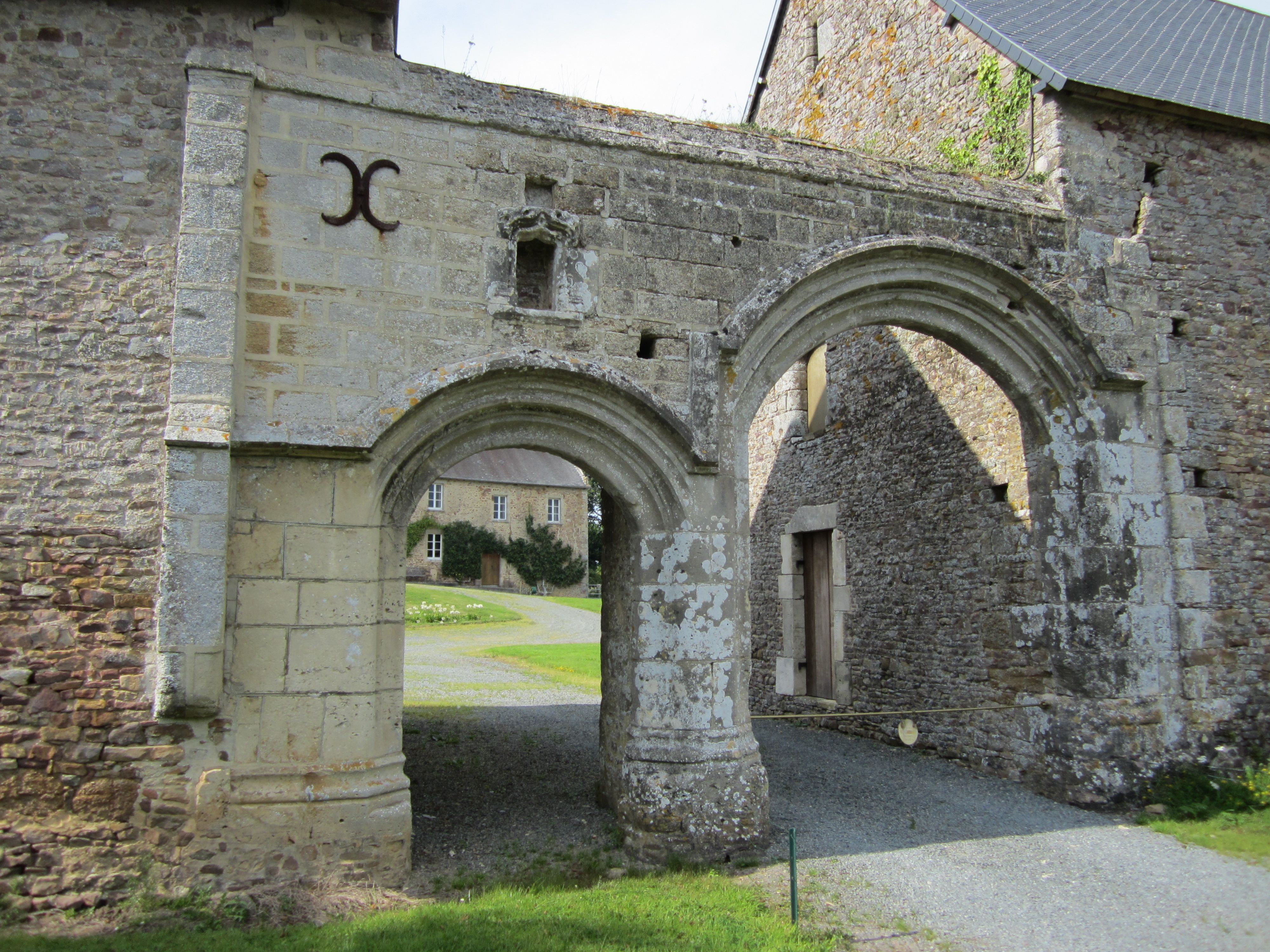
La porterie du manoir de la Cour.

- Église Saint-Manvieu des XIIIe, XVIIe – XXe siècle, restaurée après 1944, avec tour latérale et clocher en bâtière. Elle abrite plusieurs œuvres dont un groupe sculpté Saint Michel terrassant le démon du XVIIe, une Vierge à l'Enfant du XVIe, un calice et sa patène du XVIe, un reliquaire contenant le bras de saint Manvieu du XVe, un christ en croix du XVIe, classés au titre objet aux monuments historiques[36], ainsi qu'un bas-relief Éducation de la Vierge et Deux Anges du XVIIIe, des fonts baptismaux du XIIe et une verrière du XXe de Mauméjean.
- Manoir de la Cour anciennement appelé la Grande Maison (XVIe – XVIIe siècle), inscrit au titre des monuments historiques depuis le 14 novembre 1977[37].
- Domaine de Gonfreville du XIXe siècle.
- If funéraire du cimetière.
- Stèle érigée en 1992 en mémoire des Américains.
- Fontaine Saint-Manvieu près de l'église.